# Peugeot 605
Peugeot 605 – samochód osobowy klasy wyższej-średniej produkowany przez francuską markę Peugeot w latach 1989–1999. Wyprodukowany w liczbie 254 461 egzemplarzy.

## Historia i opis modelu

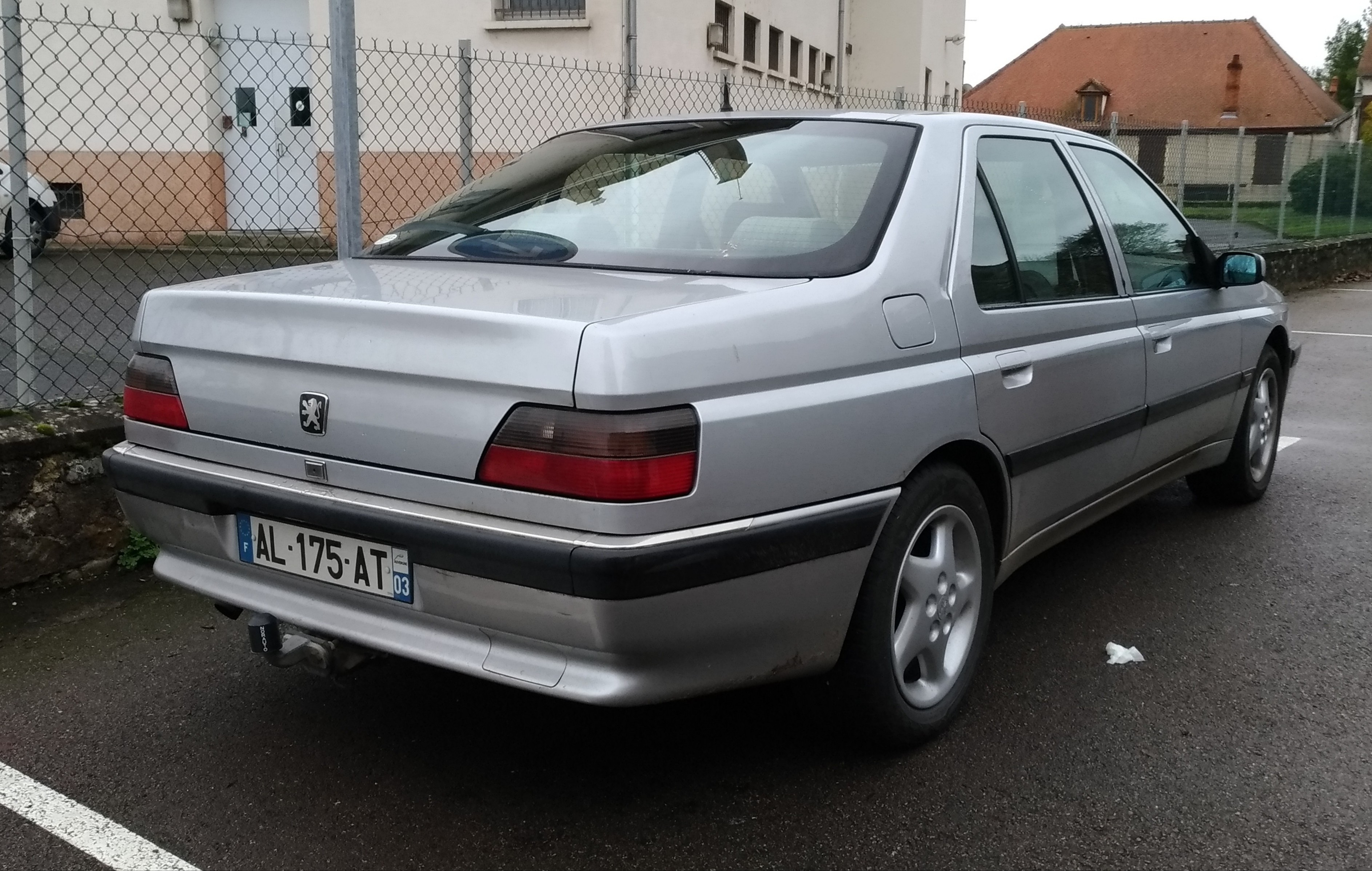
Peugeot 605 – tył

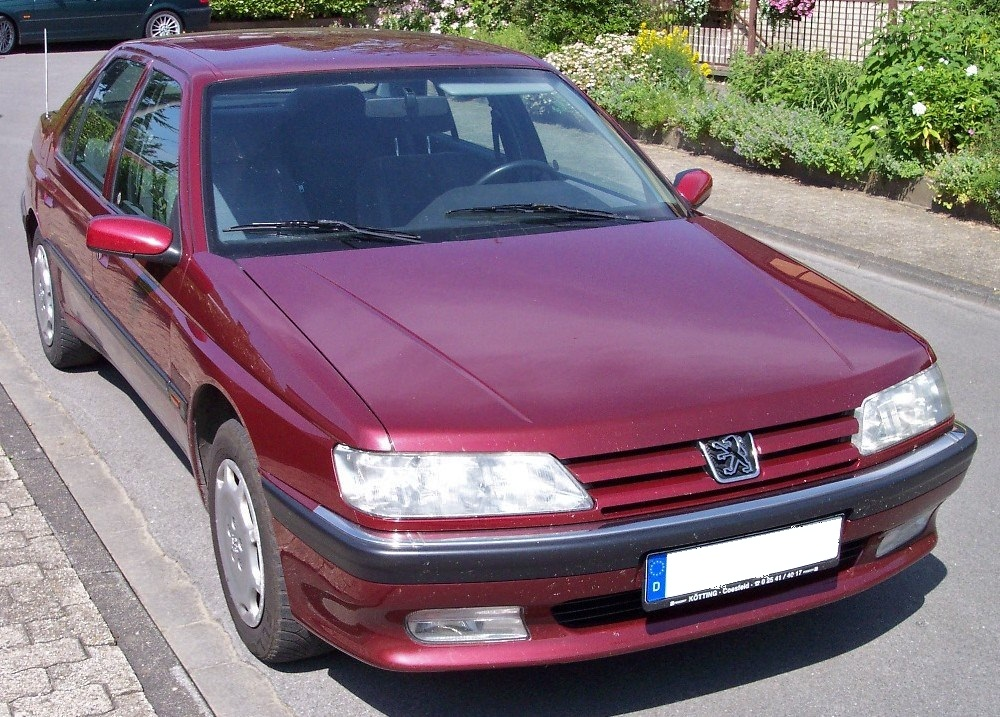
Peugeot 605 po liftingu

Peugeot 605 był następcą dwóch modeli – 604, który nie odniósł sukcesu i którego produkcji zaprzestano już w 1986 roku, oraz 505 (następcą tego drugiego był również mniejszy, rodzinny model 405). Konstrukcja modelu 605 bazowała na płycie podłogowej Citroëna XM. Według wstępnych założeń nadwozie zaprojektowane miało być przez Pininfarinę. Z planów z tych zrezygnowano ze względu na presję czasową, wywołaną przez premierę odświeżonej wersji konkurencyjnego modelu Renault 25.
Producent uznawał za podstawowy atut 605 m.in. poziom wyposażenia i jakość prowadzenia. Pojazd nie odniósł sukcesu komercyjnego, co wynikało w dużej mierze z jego niskiej niezawodności. Szczególną awaryjnością wykazywały się zastosowane w nim systemy elektroniczne, jedne z najbardziej zaawansowanych wśród ówczesnych samochodów osobowych.

### Podwozie
- Zawieszenie przednie: wahacz poprzeczny, amortyzator teleskopowy
- Zawieszenie tylne: wahacz wzdłużny, sprężyna śrubowa
- Hamulce przód/tył: tarczowe/tarczowe
- ABS

### Dane techniczne
- Benzynowe

| Silnik         | Pojemność skokowa [cm³] | Moc maksymalna [KM] ( [kW] ) przy obr./min | Maks. moment obrotowy [Nm] przy obr./min | Układ i liczba cylindrów | Układ rozrządu/ liczba zaworów | Przyśpieszenie (s) 0-100 km/h | Prędkość maksymalna km/h | Spalanie (l/100km) 90km/h / 120km/h / miasto |
| -------------- | ----------------------- | ------------------------------------------ | ---------------------------------------- | ------------------------ | ------------------------------ | ----------------------------- | ------------------------ | -------------------------------------------- |
| 2.0 8V         | 1998                    | 115 (85)/5800                              | 168/2250                                 | R4                       | OHC/8                          | 11,0                          | 196                      | b.d.                                         |
| 2.0 8V         | 1998                    | 121 (89)/5600                              | 170/4000                                 | R4                       | OHC/8                          | 12,1                          | 199                      | 6,8/8,8/12,8                                 |
| 2.0 8V Aut.    | 1998                    | 121 (89)/5600                              | 170/4000                                 | R4                       | OHC/8                          | 15,0                          | 193                      | 7,1/9,2/13,8                                 |
| 2.0 8V         | 1998                    | 128 (94)/5600                              | 175/4800                                 | R4                       | OHC/8                          | 10,7                          | 203                      | b.d.                                         |
| 2.0 16V        | 1998                    | 132 (97)/5500                              | 180/4200                                 | R4                       | DOHC/16                        | 10,9                          | 205                      | 8,7 (średnie)                                |
| 2.0 16V Aut.   | 1998                    | 132 (97)/5500                              | 180/4200                                 | R4                       | DOHC/16                        | 14,2                          | 197                      | 10,5 (średnie)                               |
| 2.0 Turbo      | 1998                    | 141 (104)/4400                             | 225/2200                                 | R4                       | OHC/8                          | 10,0                          | 210                      | 7,1/8,9/12,7                                 |
| 2.0 Turbo Aut. | 1998                    | 141 (104)/4400                             | 225/2200                                 | R4                       | OHC/8                          | 11,3                          | 204                      | 7,0/8,8/14,2                                 |
| 2.0 Turbo      | 1998                    | 147 (108)/5300                             | 235/2500                                 | R4                       | OHC/8                          | 10,0                          | 210                      | 9,6 (średnie)                                |
| 2.0 Turbo Aut. | 1998                    | 147 (108)/5300                             | 235/2500                                 | R4                       | OHC/8                          | 11,3                          | 207                      | 11,1 (średnie)                               |
| 3.0 V6         | 2963                    | 167 (123)/5600                             | 235/4600                                 | V6                       | OHC/12                         | 9,7                           | 222                      | 7,8/9,6/14,9                                 |
| 3.0 V6 Aut.    | 2963                    | 167 (123)/5600                             | 235/4600                                 | V6                       | OHC/12                         | 10,9                          | 217                      | 8,0/10,1/16,9                                |
| 3.0 V6         | 2946                    | 190 (140)/5500                             | 267/4000                                 | V6                       | DOHC/24                        | 8,4                           | 233                      | 10,9 (średnie)                               |
| 3.0 V6 Aut.    | 2946                    | 190 (140)/5500                             | 267/4000                                 | V6                       | DOHC/24                        | 10,2                          | 230                      | 11,4 (średnie)                               |
| 3.0 V6 24V     | 2963                    | 200 (147)/6000                             | 260/3600                                 | V6                       | OHC/24                         | 8,6                           | 235                      | 8,2/10,2/15,9                                |

Silnik 3,0 V6 190 KM zastąpił w 1997 roku silniki 3,0 V6 167 KM i 3,0 V6 24V. 
- Diesla

| Silnik      | Pojemność skokowa [cm³] | Moc maksymalna [KM] ( [kW] ) przy obr./min | Maks. moment obrotowy [Nm] przy obr./min | Układ i liczba cylindrów | Układ rozrządu/ liczba zaworów | Przyśpieszenie (s) 0-100 km/h | Prędkość maksymalna km/h | Spalanie (l/100km) 90km/h / 120km/h / miasto |
| ----------- | ----------------------- | ------------------------------------------ | ---------------------------------------- | ------------------------ | ------------------------------ | ----------------------------- | ------------------------ | -------------------------------------------- |
| 2.1 D       | 2138                    | 82 (60)/4600                               | 145/2000                                 | R4                       | OHC/12                         | 17,6                          | 176                      | 5,1/6,7/8,0                                  |
| 2.1 DT      | 2088                    | 109 (80)/4300                              | 235/2000                                 | R4                       | OHC/12                         | 13,1                          | 190                      | 6,4 (średnie)                                |
| 2.1 DT      | 2088                    | 109 (80)/4300                              | 245/2000                                 | R4                       | OHC/12                         | 13,1                          | 192                      | 4,9/6,5/7,9                                  |
| 2.1 DT      | 2088                    | 109 (80)/4300                              | 250/2000                                 | R4                       | OHC/12                         | 13,1                          | 190                      | 7,1 (średnie)                                |
| 2.1 DT Aut. | 2088                    | 109 (80)/4300                              | 245/2000                                 | R4                       | OHC/12                         | 14,9                          | 188                      | 5,4/7,1/9,7                                  |
| 2.5 DT      | 2446                    | 129 (95)/4300                              | 285/2000                                 | R4                       | OHC/12                         | 12,1                          | 201                      | 7,7 (średnie)                                |